# Godmother
Il Godmother è un cocktail preparato con vodka e Amaretto. È una variante del Godfather, in cui la vodka è sostituita dallo Scotch whisky, e assieme ad esso e al French Connection fa parte della cosiddetta famiglia della "Triade". È stato un cocktail ufficiale IBA dal 1986 al 2020, con il nome indicato con le due parole separate "God Mother".

## Composizione

### Ingredienti
La ricetta ufficiale IBA del 2004 prevede i seguenti ingredienti:
- 35 ml di vodka
- 35 ml di Amaretto

### Preparazione
Mescolare lentamente tutti gli ingredienti all'interno di un bicchiere Old fashioned pieno di ghiaccio.